# Пугачівська сільська рада (Уманський район)
Пугачі́вська сільська́ ра́да — колишня адміністративно-територіальна одиниця та орган місцевого самоврядування в Уманському районі Черкаської області. Адміністративний центр — село Пугачівка.

## Загальні відомості
- Населення ради: 652 особи (станом на 2001 рік)

## Населені пункти
Сільській раді були підпорядковані населені пункти:
- с. Пугачівка

## Склад ради
Рада складалась з 12 депутатів та голови.
- Голова ради: Овчіннік Валентина Михайлівна

### Керівний склад попередніх скликань
| Прізвище, ім'я, по батькові     | Основні відомості                                                         | Дата обрання | Дата звільнення |
| ------------------------------- | ------------------------------------------------------------------------- | ------------ | --------------- |
| Пампуха Олексій Павлович        | Сільський голова, 1961 року народження, безпартійний                      | 26.03.2006   | 31.10.2010      |
| Поліщук Олександр Володимирович | Сільський голова, 1974 року народження, освіта вища, член Партії регіонів | 31.10.2010   | 09.09.2012      |
| Овчіннік Валентина Михайлівна   | Сільський голова, 1961 року народження, освіта вища, член Партії регіонів | 09.09.2012   |                 |

Примітка: таблиця складена за даними сайту Верховної Ради України

### Депутати
За результатами місцевих виборів 2010 року депутатами ради стали:

#### За суб'єктами висування
| Суб'єкт висування | Кількість обраних депутатів | %    |
| ----------------- | --------------------------- | ---- |
| Партія регіонів   | 10                          | 83,3 |
| Самовисування     | 2                           | 16,7 |

#### За округами
| № округу        | Прізвище, ім'я, по батькові     | Дата визнання обраним | Освіта             | Партійна приналежність | Відомості про обраного депутата                                |
| --------------- | ------------------------------- | --------------------- | ------------------ | ---------------------- | -------------------------------------------------------------- |
| Партія регіонів |                                 |                       |                    |                        |                                                                |
| 2               | Соболенко Людмила Петрівна      | 31.10.2010            | середня спеціальна | член Партії регіонів   | Пугачівська сільська рада, секретар сільської ради             |
| 3               | Желізняк Валентина Михайлівна   | 31.10.2010            | вища               | член Партії регіонів   | пенсіонер                                                      |
| 4               | Чоповдя Тетяна Вікторівна       | 31.10.2010            | середня            | позапартійна           | Уманський районний ТЦСО, соціальний працівник                  |
| 5               | Бондаренко Світлана Петрівна    | 31.10.2010            | вища               | позапартійна           | тимчасово не працює                                            |
| 7               | Мендограло Тетяна Василівна     | 31.10.2010            | середня спеціальна | позапартійна           | Уманська ЦРЛ, лаборант                                         |
| 8               | Дворніков Іван Васильович       | 31.10.2010            | вища               | позапартійний          | пенсіонер                                                      |
| 9               | Бондаренко Наталія Анатоліївна  | 31.10.2010            | середня спеціальна | позапартійна           | приватний магазин, продавець                                   |
| 10              | Бурлака Володимир Вікторович    | 31.10.2010            | середня            | позапартійний          | пенсіонер                                                      |
| 11              | Штогрин Тетяна Василівна        | 31.10.2010            | середня спеціальна | позапартійна           | Пугачівське відділення зв'язку, завідувачка відділення зв'язку |
| 12              | Звєрєва Людмила Іванівна        | 31.10.2010            | вища               | позапартійна           | Пугачівська НВК, вчитель початкових класів                     |
| Самовисування   |                                 |                       |                    |                        |                                                                |
| 1               | Мельничук Ліля Олександрівна    | 16.11.2014            | середня            | позапартійна           | , тимчасово не працює                                          |
| 6               | Поліщук Олександр Володимирович | 18.11.2012            | вища               | член Партії регіонів   | ТОВ ВТФ «Сяйво», директор                                      |